# カデルツォーネ・テルメ
カデルツォーネ・テルメ（イタリア語: Caderzone Terme）は、イタリア共和国トレンティーノ＝アルト・アディジェ州トレント自治県にある、人口約700人の基礎自治体（コムーネ）。

## 名称
2008年に自治体名をカデルツォーネ（Caderzone）からカデルツォーネ・テルメに改めた。

## 地理

### 位置・広がり
トレント自治県南西部に位置するコムーネ。ティオーネ・ディ・トレントから北北東へ11km、県都トレントから西北西へ29kmの距離にある。

#### 隣接コムーネ
隣接するコムーネは以下の通り。
- ボチェナーゴ
- カリゾーロ
- ジュスティーノ
- マッシメーノ
- ピンツォーロ
- スピアッツォ
- ストレンボ

## 行政

### Comunita di valle
トレント自治県が設置した広域行政組織 Comunita di valle 「ジュディカリエ」 (it:Comunita delle Giudicarie)  （事務所所在地: ティオーネ・ディ・トレント）に属する。

## 姉妹都市
- Weißbach bei Lofer、オーストリア
- サッソフェルトリオ、イタリア